# Mychajlo Podoljak
Mychajlo Podoljak (16. února 1972 Lvov) je ukrajinský politik, diplomat a novinář. Je poradcem prezidenta Volodymyra Zelenského.

## Život
Narodil se v roce 1972 ve Lvově. V roce 1989 se přestěhoval do Běloruska. Zde začal studoval lékařství v Minsku, ale studium nedokončil. Poté působil jako novinář v Bělorusku zprvu v bulvárních, později v opozičních novinách. V roce 2002 byl odsouzen za pomluvu k pokutě ve výši 5 milionů rublů (cca 2700 $) za článek v opoziční „Naší svobodě“ (vyšel před volbami), podle Podoljaka šlo o trest na politickou objednávku. V roce 2004 byl jako cizí státní příslušník po zveřejnění materiálu o údajných krádežích prezidentovy manažerky Galiny Žuravkové vyhoštěn tajnou službou z Běloruska. I na Ukrajině se nadále věnoval novinařině. V červnu 2005 napsal v „Ukrajinské gazetě“ článek, v němž z otravy prezidenta Juščenka obviňuje prezidentovy stranické kolegy. Kvůli článku měl podle svých slov problémy pro změnu s ukrajinskou tajnou službou SBU a jeho pokračování už nezveřejnil. Od roku 2006 začal Podoljak pracovat i jako poradce na volné noze. Jeho první angažmá bylo u kritika Viktora Juščenka Michaila Brodského, majitele internetového zpravodajského portálu „Обозреватель“. Zde se také Podoljak jako novinář vypracoval až do funkce šéfredaktora a v této pozici byl v červnu 2011 pozván s pouhými pěti dalšími novináři na návštěvu do rezidence nově zvoleného prezidenta Janukovyče. 
V pozici politického a PR konzultanta byl neméně úspěšný. Jeho klienty byli politici z Ruska, Běloruska i Ukrajiny. Mediální známost Podoljaka jako politického technologa přišla zejména s angažmá u poslance za „Stranu regionů“ Jurije Ivaňuščenka, označovaného za hlavu mafie v Donbasu, či s poradenstvím pro Viktora Pilipišina, resp. během machinací s volebními lístky v okrsku 223, kde Pilipišin kandidoval ve volbách do Nejvyšší rady v roce 2012. V roce 2015 byl v kyjevských volbách poradcem jednoho z kandidátů na starostu a nejpozději v té době se už pohyboval i v okruhu lidí z nejvyšší celostátní politiky. V roce 2020 byl považován za třetího nejvlivnějšího člověka na Ukrajině.

### Politická činnost
Od roku 2020 pracuje v kanceláři prezidenta Zelenského na pozici manažera proti krizím. Na konci února a začátkem března 2022 byl členem delegace během rozhovorů s ruskými představiteli.